# Carmen junjō su
Carmen junjō su (カルメン純情す, Karumen junjō su) é um filme de comédia satírica japonês de 1952 escrito e dirigido por Keisuke Kinoshita. É uma sequência da comédia de 1951 de Kinoshita, Carmen Kokyō ni Kaeru.

## Trama
Carmen trabalha como dançarina de strip-tease em Tóquio, aparecendo como uma versão inspirada de Carmen, personagem da ópera de Georges Bizet, já sua amiga, Akemi, cuida de uma bebezinha que seu amante infiel e ativista de esquerda deixou para trás. Para poupar a criança de uma educação pobre devido à suas péssimas situações financeiras, Carmen e Akemi a deixam na porta da família Sudō, abastada e de classe alta, mas logo retornam e a buscam de volta com a consciência pesada. Carmen se apaixona por Hajime, o filho artista dos Sudō e um notório mulherengo, aceitando sua oferta de posar nua para ele, já que ele possui um interesse sério por ela. Enquanto isso, a noiva de Hajime, Chidori, tem discussões constantes com Kumako, sua mãe, uma política de direita, sobre a promiscuidade de Chidori. Quando Carmen é demitida após se recusar a ficar nua na frente de Hajime, Chidori e Kumako, ela decide trabalhar em uma "arte séria" e faz aulas de balé, ao mesmo tempo que trabalha como garota propaganda de um creme facial e veneno de rato. Ao contrário da empregada doméstica da família Sudō, que perde o emprego depois de confrontar Kumako devido a sua patroa ser a favor de rearmar a população, Hajime concorda em apoiar a campanha de sua futura sogra por pura conformidade. Durante o discurso de campanha de Kumako, ela e Hajime são vaiados por um manifestante contrário à suas ideias, que acaba por ser o pai da filha de Akemi. Enquanto Akemi implora ao  ex-amante que a aceite de volta, Carmen avança na direção do homem, batendo nele, em razão da infidelidade de dos problemas que causou a amiga. Na cena final, a empregada dos Sudō, agora trabalhando como engraxate, balança a cabeça diante dos resultados eleitorais que lê no jornal, com música de marcha e sons de campo de guerra abafando o barulho da rua.

## Elenco
- Hideko Takamine como Carmem[2]
- Toshiko Kobayashi como Akemi[2]
- Masao Wakahara como Hajime Sudo[2]
- Chieko Higashiyama como empregada doméstica[2]
- Chikage Awashima como Chidori Satake[2]
- Eiko Miyoshi como Kumako Satake[2]
- Tatsuo Saitō como pai de Hajime[2]
- Sachiko Murase como mãe de Hajime[2]
- Yuko Mochizuki[2]

## Produção e legado
Carmen junjō su foi o primeiro filme de Kinoshita após sua estadia de nove meses na França, onde conheceu seu ídolo, o diretor René Clair. Ao contrário de seu antecessor, Carmen Kokyō ni Kaeru, que foi filmado em cores (tornando-se o primeiro longa-metragem colorido do Japão), Carmen junjō su foi filmado inteiramente em preto e branco e fez uso extensivo de ângulos de câmera inclinados.
O historiador americano de cinema Alexander Jacoby chamou Carmen junjō su de uma "sátira inquieta e um tanto misantrópica" em contraste com o "humor suave" de seu antecessor. Donald Richie tinha uma opinião diferente: embora chamasse Carmen Kokyō ni Kaeru de uma "das melhores comédias", ele via sua sucessora como "a maior [sátira] feita no Japão".
Embora ainda não esteja disponível em outros países, principalmente lusófonos e anglófonos, Carmen junjō su foi lançado em DVD no Japão e na Áustria.